# Травес
Тра̀вес (на италиански; на пиемонтски: Traves и на окситански: Traves; на пиемонтски: Travey, Травей) е село и община в Метрополен град Торино, регион Пиемонт, Северна Италия. Разположено е на 628 m надморска височина. Към 1 януари 2020 г. населението на общината е 520 души, от които 29 чужди граждани.